# 格寿平
格寿平（Fernand Lacretelle，1902年4月23日—1989年5月5日），法国耶稣会士，天主教来华传教士，上海耶稣会会长（1946-1953年）、天主教海州监牧区首任监牧。
1902年4月23日，格寿平出生于法国巴黎。1921年（18岁）加入耶稣会。1927年（25岁）来华传教。取中文名格寿平，字养和。1934年6月7日（32岁）晋升神甫。1942-1946年，格寿平担任徐家汇修院院长。1946年12月8日接替姚缵唐担任上海耶稣会会长
。1950年，罗马教廷任命苏州教区主教龚品梅兼任天主教上海教区主教，龚品梅到上海上任后，任命格寿平为神学顾问
。1951年2月21日（48岁）被梵蒂冈任命为天主教海州监牧区（1949年6月9日成立）首任监牧，但他留在上海未赴任。1953年6月15日夜，格寿平和其他外国传教士一同被捕，罪名是“帝国主义间谍特务首要分子”，关在上海市第三看守所。1954年7月2日，上海市军管会军法处将格寿平驱逐出境，并在《信鸽》报登载他供认“反对人民政府，并帮助别人也同样地反对政府，我承认，我是帝国主义分子。”的请求宽大书的照片。1954年，格寿平去台湾服务。1957年5月31日到达越南西贡。1976年又返回台湾，担任多个本堂的神父。1983年辞去海州监牧职务。1989年5月5日去世，享年87岁。